# اريك ماير
اريك ماير (بالإنجليزية: Eric Meyer)‏ هو سياسي أمريكي، ولد في 1961. حزبياً، نشط في الحزب الديمقراطي. وقد انتخب عضو مجلس نواب أريزونا.